# Zlaté
Zlaté (węg. Aranypataka) – wieś (obec) na Słowacji w kraju preszowskim, powiecie Bardejów. Położona w historycznym kraju Szarysz. Pierwsza wzmianka o wsi pochodzi z 1355 roku.